# An Lập (giáo xứ)
Giáo xứ An Lập là một xứ đạo Công giáo lâu đời tại Việt Nam, thuộc Giáo hạt Đông Hưng, Giáo phận Thái Bình, cách Tòa Giám mục Thái Bình khoảng 20 km về hướng Tây Bắc. Địa bàn giáo xứ thuộc địa bàn các xã Hồng Giang và Hồng Bạch, huyện Đông Hưng, tỉnh Thái Bình. Giáo xứ được thành lập năm 1907, dựa trên sự chia cắt của Giáo xứ Duyên Lãng (Giáo xứ Diền). Theo giáo dân nơi đây, An Lập có nghĩa là: dân có bình An thì mới Lập nghiệp được.
Chính xứ đương kim là Luca Nguyễn Văn Định

## Lịch sử hình thành
Từ cuối thế kỷ XVII, các nhà giáo sĩ phương Tây đã đến truyền giáo tại thôn Tiền Môn, xã Thần Khê, tổng Cổ Quán, phủ Tiên Hưng, trấn Sơn Nam. Năm 1703, Giám mục Raimundo Lezzoli (tên Việt: Cao), Đại diện tông tòa Giáo phận Đông Đàng Ngoài, cho thành lập giáo họ Tiền Môn, nhận lễ Đức Mẹ hồn xác lên trời làm bổn mạng.
Năm 1907, Giám mục Maximo Fernandez (tên Việt: Định), Giám quản tông tòa Giáo phận Trung, tách giáo họ Tiền Môn và 5 họ là Tây Làng, Bơn Làng, Lập Trại, Bơn Trại và Hậu Trung của xứ Kẻ Diền để lập giáo xứ mới là An Lập.

## Kiến trúc tôn giáo

### Nhà thờ chính

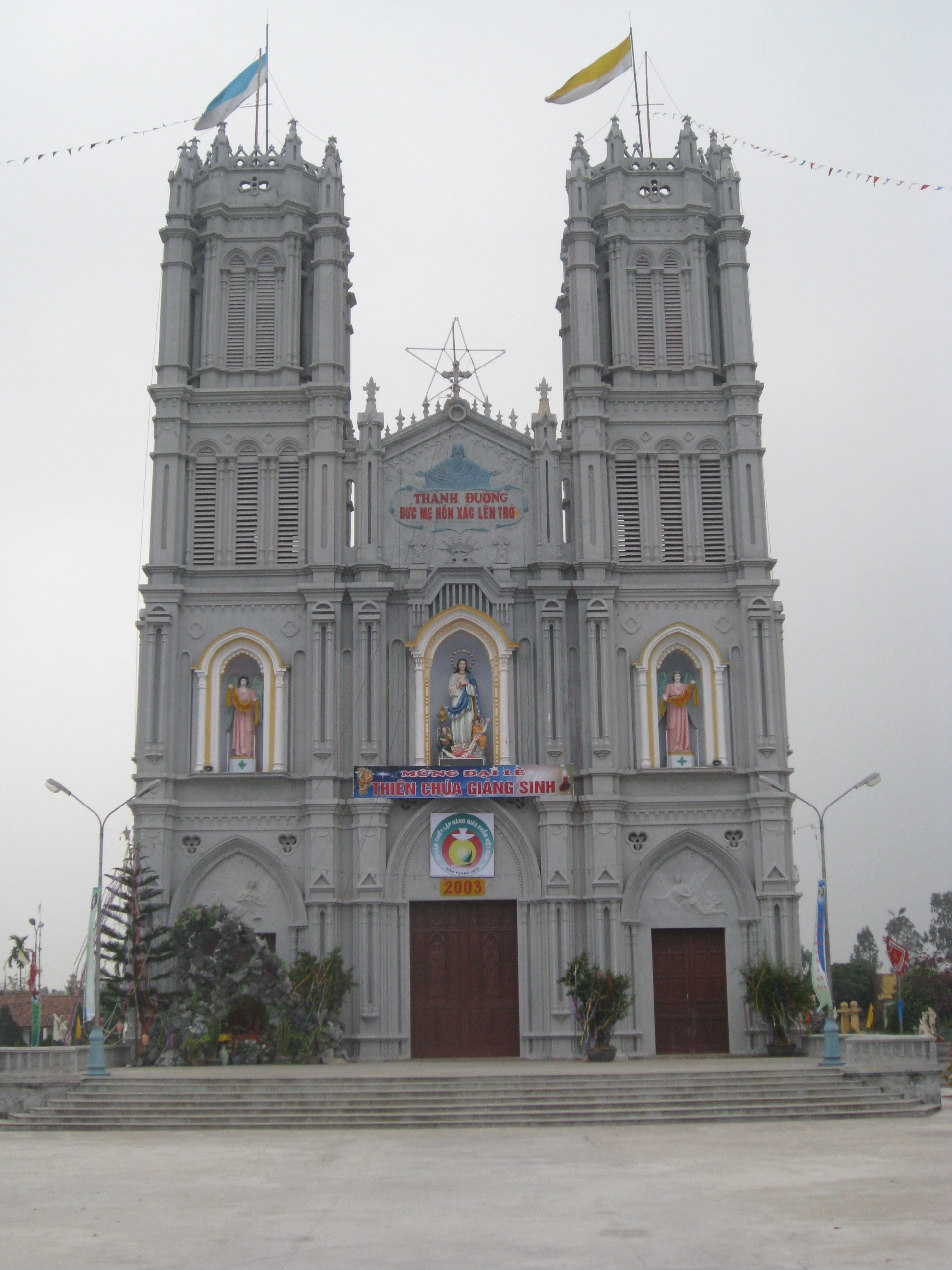
Thánh đường Giáo xứ An Lập

Ngay sau khi thành lập giáo xứ, từ năm 1706, các giáo dân đã dựng ngôi nhà thờ đầu tiên được xây dựng đơn sơ bằng tranh, tre, gỗ tọa lạc theo hướng Đông Tây. Đến năm 1861, ngôi thánh đường thứ hai rộng lớn hơn, với chất liệu hoàn toàn bằng gỗ lim.
Năm 1913, linh mục Nghiễm cùng cộng đoàn giáo dân xây ngôi nhà thờ thứ ba hướng Bắc Nam. Thời gian xây dựng mất 27 tháng mới hoàn thành ngôi nhà thờ mới với tổng diện tích 730m2, tương ứng với kích thước dài 46m, rộng 16m, cao 10m, và một cột tháp cao 28m. Nhà thờ gồm 09 gian, các phần cột, hoành, xà, kèo làm bằng gỗ Lim, trên mái lợp bằng ngói Nam.
Sau gần 100 năm sử dụng, ngôi thánh đường nhà xứ xuống cấp nặng. Ngày 10 tháng 2 năm 2001, giáo xứ xây lại ngôi thánh đường mới với kích thướng dài 60m, rộng 20m, mái tum cao 18m, tháp chuông cao 38m, tổng diện tích 1.200m2. Đến ngày 1 tháng 1 năm 2004, ngôi giáo đường mới được khánh thành.

### Các công trình khác
- Năm 1958, đài Đức Mẹ Vô Nhiễm được xây dựng.
- Năm 1996, đài Thánh tử đạo Đaminh Bùi Văn Úy được xây dựng ở cuối nhà thờ.
- Năm 1998, Nguyện đường Thánh tử đạo Đaminh Bùi Văn Úy được xây dựng.
- Năm 2007, 14 đàng Thánh giá được xây dựng xung quanh khuôn viên thánh đường.
- Năm 2008, đài Chúa Kitô Vua được xây dựng ở giữa hồ cuối nhà thờ.
- Năm 2013, Nhà Giáo Lý mới được khánh thành.

## Các giáo họ hiện tại
1. Giáo họ Tiền Môn (thuộc xã Hồng Giang, cũng là trụ sở chính của ngôi Thánh đường An Lập), thành lập năm 1703, bổn mạng Hồn Xác Lên Trời, số giáo dân 1900.
2. Giáo họ Bơn Làng (thuộc xã Hồng Bạch), thành lập năm 1725, bổn mạng Đức Mẹ Truyền Tin, số giáo dân 280.
3. Giáo họ Lập Trại (Trại Ngoài), thành lập năm 1886, bổn mạng thánh Phêrô, số giáo dân 339.
4. Giáo họ Bơn Trại (Trại Trong), thành lập năm 1750, bổn mạng thánh Gioan Tiền Hô, số giáo dân 278.
5. Giáo họ Hậu Trung (thuộc xã Hồng Bạch), thành lập năm 1900, bổn mạng thánh Vinh Sơn, số giáo dân 136.

## Những nhân vật nổi bật
- Thánh tử đạo Đa Minh Bùi Văn Úy
- Giám mục Giuse Trương Cao Đại